# Icla
Icla es una localidad y municipio de Bolivia, ubicado en la provincia de Zudáñez del departamento de Chuquisaca al sur del país. Cuenta con una superficie de 593.61 km² y una población total de 7774 habitantes (INE 2012).

## Geografía
El municipio limita con el río Pilcomayo por el oeste y con las tierras bajas por el este, al norte se extienden valles y cuenta con una topografía muy accidentada.
El clima de la región se destaca por el gran rango de temperaturas, entre el día y la noche. La temperatura media anual es de 14 °C, los valores mensuales varían entre los 10 °C en junio / julio y 16 °C en diciembre / enero. La precipitación anual apenas alcanza 550 mm, durante la estación seca (mayo a agosto) los valores mensuales son inferiores a 10 mm, las mayores precipitaciones corresponden a los meses de diciembre a febrero con 100 a 110 mm mensuales  de lluvia.
El municipio comprende 115 villas o poblados, la villa más populosa es Icla con 505 habitantes (censo 2012) en la parte del noroeste del municipio.

## Demografía
De acuerdo con el censo boliviano de 2024, la población del municipio de Icla es de 8 854 habitantes.
La población del municipio disminuyó ligeramente entre 1992 y 2024:
| Año  | Habitantes (municipio) | Habitantes (localidad) | Fuente |
| ---- | ---------------------- | ---------------------- | ------ |
| 1992 | 8 068                  | 199                    | Censo  |
| 2001 | 9 241                  | 417                    | Censo  |
| 2012 | 7 406                  | 505                    | Censo  |
| 2024 | 8854                   |                        | Censo  |

La densidad de población es 9,7 habitantes / km ² (2010), la tasa de alfabetización de los mayores de 6 años 46,2 por ciento, siendo  60,2 por ciento la de los hombres y el 34,8 por ciento entre las mujeres. La esperanza de vida de los recién nacidos es 56,0 años, la tasa de mortalidad infantil es  9,7 por ciento.
El 38,0 por ciento de la población habla español y el 98,6 por ciento habla quechua. (2001)
El 87,7 por ciento de la población no tiene acceso a la electricidad, el 69,7 por ciento vive sin instalaciones sanitarias (2001).